# فولکمانسدورف
فولکمانسدورف (به آلمانی: Volkmannsdorf) یک شهر در آلمان است که در زاله-ارلا واقع شده‌است. فولکمانسدورف ۳۱۶ نفر جمعیت دارد.